# Траверсетоло
Траверсѐтоло (на италиански: Traversetolo, на местен диалект Travarsèddol, Траверсетоло) е градче и община в северна Италия, провинция Парма, регион Емилия-Романя. Разположено е на 176 m надморска височина. Населението на общината е 9339 души (към 2010 г.).